# Alfred Fourneau
Alfred Fourneau (Rambouillet, 14 de junio de 1860 - París, 19 de mayo de 1930) fue un explorador y administrador francés del África subsahariana.

## Biografía
Su primera visita a África fue a Gabón, en los años 1884 y 1885. Reclutado por Pierre Savorgnan de Brazza y Fortuné Charles de Chavannes, exploró la zona comprendida entre el norte del Ogooué y el río Campo en 1889. 
Brazza le encomendó en 1890 la misión de remontar el río Sangha en dirección al lago Chad. Su expedición partió de Brazzaville en febrero de 1891. La noche del 12 al 13 de mayo de 1891, sin embargo, su expedición fue atacada por los gbaya del pueblo de Zaouro Koussio y tuvieron que cambiar la ruta.
Su tercera misión le llevó a estudiar la viabilidad de un ferrocarril entre Libreville y Sangha. A partir de 1888, y después de 1900, exploró la región de Woleu-Ntem.
Fue nombrado administrador del Chad de octubre de 1902 hasta noviembre de 1903, y del Gabón de agosto de 1905 hasta abril de 1906. En el periodo intermedio fue nombrado oficial de la Legión de Honor.
Posteriormente ejerció como gobernador de las colonias y se retiró de la administración colonial en 1908.